# 화요
화요(火堯)는 광주요의 주식회사 화요에서 생산하는 주류 브랜드이다. 일반적인 희석식 소주가 아닌 누룩으로 발효한 술을 증류시켜 제조하는 증류식 소주이다. 화요는 53, 41, 25, 17도 4가지 알코올도수의 제품과 41도 제품을 오크통에서 5년 이상 숙성한 싱글라이스 위스키 엑스트라 프리미엄(X.P.)까지 총 5가지 제품이 있다

## 브랜드명
화요는 소주(燒酒)의 소(燒)자를 풀어쓴 이름이다. 화(火)는 불을, 요(堯)는 높고 귀한 대상을 의미하여 '불로써 다스려진 존귀한 술'이라는 의미를 지닌다.

## 화요 원료
화요는 한국 주류 시장의 80% 이상을 차지하는 희석식 소주와 수입 농산물을 쓰는 맥주의 원료와 달리, 국내산 원료를 사용하여 제품을 생산한다. 경기도 여주 쌀 100%와 지하 150미터 암반층에서 채취한 깨끗한 물로 만들어 숙취가 없고 독특한 향을 지닌다.

## 화요 제조 방법
화요는 증류기의 압력을 낮추어 낮은 온도에서 끓게하는 '감압 증류'방법으로 증류된다. '감압 증류 방식'은 상압 증류 방식으로는 잡아내기 어려운 잡냄새와 쓴맛을 완벽하게 제거하여 깨끗하고 맑은 맛을 구현한다. 또한 화요는 숨쉬는 그릇, 옹기에서 숙성되어 향이 깊다.

## 화요 제품 시리즈
- 화요 17도 / 화요 25도 / 화요 41도 / 화요 53도 / 화요 X.PREMIUM

## 같이 보기
- 일품진로 (증류식 소주)
- 참이슬 (희석식 소주)
- 처음처럼 (희석식 소주)